# Clube Desportivo Travadores
Clube Desportivo Travadores (kurz CD Travadores) ist ein kapverdischer Fußballverein aus der Hauptstadt Praia. Die Profi-Fußballmannschaft des Travadores trägt ihre Heimspiele im städtischen Estádio da Várzea aus. Das Stadion hat einen Kunstrasenplatz und fasst 8.000 Zuschauer.

## Geschichte
Der Verein wurde am 15. Oktober 1930 als Filialverein des portugiesischen Klubs Benfica Lissabon gegründet, in Praia, der Hauptstadt der damals noch portugiesischen Kolonie Kap Verde.

## Erfolge
- Kap-Verdischer Meister: 1972, 1994, 1996

Kapverdischer Pokalsieger: 2022
- Santiago-Meister: 1960, 1968, 1972, 1992, 1994, 1996, 2000, Süd: 2003
- Praia-Pokal: 2013

## Stadion

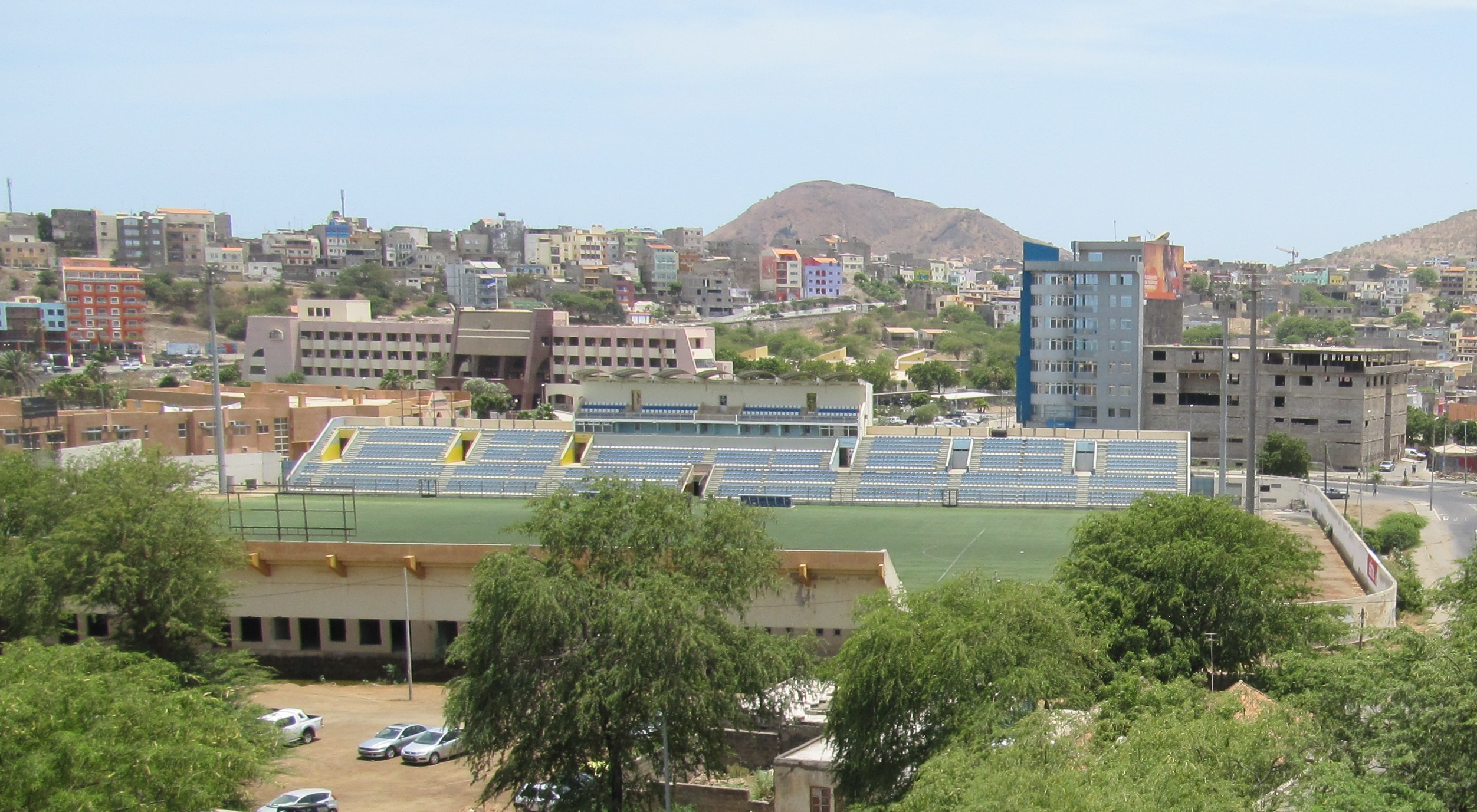
Estádio da Várzea, Heimspiele von Travadores

Das Estádio da Várzea ist in Várzea, einem Stadtteil von Praia. Es fasst 8.000 Zuschauer. Es dient als Kulisse für die Heimspiele von Travadores und Sporting Praia, Boavista Praia, Académica, Desportivo und Vitória, alle in der Santiago-Süd-Meisterschaft.

## Travadores in den afrikanischen Wettbewerben
| Saison | Wettbewerb                     | Runde    | Land   | Verein         | Heim | Auswärts |
| ------ | ------------------------------ | -------- | ------ | -------------- | ---- | -------- |
| 1993   | CAF Cup                        | Vorrunde |        |                |      |          |
| 1995   | African Cup of Champions Clubs | 1. Runde | Gambia | Real de Banjul | 1:0  | 0:0      |
| 1997   | CAF Champions League           | 1. Runde |        |                |      |          |

## Bedeutende ehemalige Spieler
Die Spieler sind alphabetisch sortiert
- Loloti
- Madjer (Paulo Jorge Horta)
- Tazinho